# Vlag van Nijega

Vlag van Nijega

De vlag van Nijega is de dorpsvlag van het Nederlandse dorp Nijega, in de Friese gemeente Smallingerland. De vlag werd in 2002 geregistreerd. Het ontwerp van de vlag is van de hand van J.C. Terluin.

## Beschrijving
De beschrijving van de vlag is als volgt:
In vieren van zwart en groen; over de deellijnen een geel kruis, waarvan de armen een dikte hebben van 1/5 vlaghoogte; het gele kruis met een verkort rood kruis, waarvan de armen een dikte hebben van 1/50 vlaghoogte en een totale hoogte en breedte van 2/5 vlaghoogte; in de broektop in het midden een gele achtpuntige ster.
De kleuren zijn afkomstig van het dorpswapen.

## Symboliek
- Zwarte velden: staan voor het veen dat aanwezig was rond het dorp.[3]
- Groene velden: beelden het grasland in de omgeving van het dorp uit.[3]
- Geel kruis: duidt op de ligging van het dorp op het kruispunt van wegen. De gouden kleur verwijst naar de zandgrond waar het dorp op gelegen is.[3]

Rood kruis: een verwijzing naar de bebouwing van het dorp en naar de plaats van de kerk van Nijega bij de Nijegaasterhoek.
- Achtpuntige ster: staat voor de buurtschappen die bij het dorp horen: Egbertsgaasten, Steenkampen, Nijegaaster Fennen, Hoge Weg, Wierren, de Westerein en De Tike.[3]